# Marc Feulien
Marc Feulien est un sculpteur et céramiste belge, né à Courcelles le 18 juin 1943 et mort à Frasnes-lez-Gosselies le 19 avril 2005.

## Biographie et œuvres
Formé à l'Académie des Beaux-Arts de Charleroi, il devient professeur de céramique sculpturale dans cet établissement à partir de 1973,.
Après avoir privilégié de manière exclusive la terre glaise, Marc Feulien associe la céramique à d'autres matériaux. À partir de 1985, il réalise des reliefs abstrait en matériaux divers : fonte, plomb, béton, etc..
Membre de l'Académie internationale de céramique, il expose régulièrement en Belgique et à l'étranger. Ses œuvres sont conservées dans plusieurs collections, entre autres celles des Musées royaux d'Art et d'Histoire de Bruxelles, du Musée des beaux-arts de Charleroi, du Musée international de la céramique de Faenza et du Musée d'art moderne de la ville de Paris.

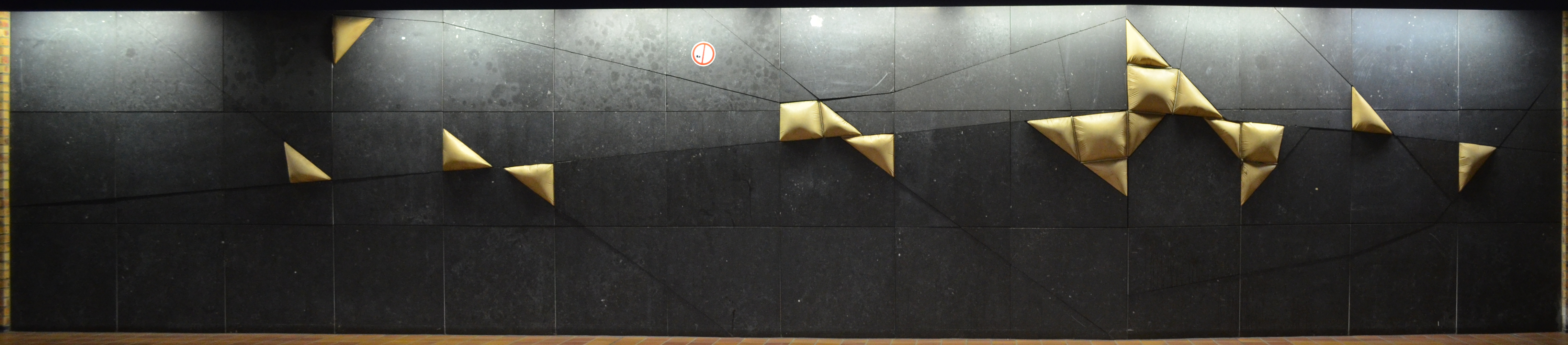
Œuvre murale exposée à la station Waterloo du métro léger de Charleroi.

## Distinctions
- Prix Lion's Club de Charleroi (1970 et 1980)[2]
- Premier prix du Concours national Pro Civitate en 1971[2]
- Prix du Hainaut en 1972[1],[2]
- Prix Ente Provinciale de Ravenna à Faenza en 1977[2]
- Prix Jeune Peinture belge en 1978[1],[2].
- Prix Belgica 150 en 1979[2]
- Médaille d'or à la Biennale de céramique de Vallauris[2]